# Катастрофа С.55 под Лазаревом
Катастро́фа Savoia-Marchetti S.55 под Ла́заревом — авиационная катастрофа, произошедшая в среду 26 июня 1935 года в 67 км от п. Лазарево Нижнеамурского района Нижнеамурской области Дальневосточного края (ныне п. Лазарев Николаевского района Хабаровского края). Гидросамолёт «Савойя С.55П» компании Гражданвоздухофлота, выполняя регулярный почтово-пассажирский рейс из Александровска-Сахалинского в Хабаровск, через полтора часа после вылета в сложных метеоусловиях столкнулся с горой, рухнул на землю и разбился. При этом погибли все 12 человек, находившиеся на борту (включая одного ребёнка).

## Экипаж
- Командир (КВС) — Светогоров Александр Павлович
- Бортрадист — Ефремов Леонид
- Бортмеханик — Стыченко Иван Григорьевич

## Пассажиры[3]
- директор Тымовской (Рыковской) МТС (машинно-тракторная станция в селе Воскресеновка Тымовского района Сахалинской области) Антон Васильевич Шереметьев,
- главный бухгалтер МТС Степан Щетинин,
- главный механик МТС Сергей Валентинович Вараксин, его жена Анна Григорьевна Ильинская (Вараксина) с ребёнком,
- бухгалтер «Сахлестреста» Грановский,
- супруга сотрудника областного земельного управления Мария Александровна Докучаева,
- сотрудники аппарата уголовного розыска (АУР) НКВД ДВК — Корнышен (Корнишин) и Меднис[4].

## Катастрофа
В условиях плохой видимости лётчик потерял визуальный контакт с землёй и, вероятно, принял решение снизиться, чтобы видеть землю и лететь в поисках водоёма для ориентирования или посадки гидроплана. Самолёт пролетел заход в «ворота на материк» у п. Де-Кастри (оз. Кизи) и полетел еще 87 км, далее на север, оказавшись за п. Лазарев, где зайдя по р. Тыми в долину хребтов, попал в «каменную ловушку». Именно по этой реке Светогоров намеревался выйти на Амур, однако не учел, что все реки в этом районе текут в другую сторону — в Татарский пролив (за перевалом, на границе Ульчского и Николаевского районов все реки текут наоборот, от Татарского пролива в Амур).
В тумане невыспавшийся лётчик слишком поздно заметил гору, лежащую по курсу, что послужило причиной столкновения самолёта с горой. На небольшой высоте самолёт задел макушку сибирской ели, удар пришелся по кабине пилота (рулевая колонка переломилась пополам, штурвалы в виде рулей обломаны по кругу), машину резко повернуло против оси, оторвало и разметало лодки. Все находившиеся на борту люди погибли.
ТАСС 3 июля 1935 года:

«Потерялся самолет под управлением пилота Свя[е]тогорова. Гидросамолет „Л-840“ под управлением пилота Свя[е]тогорова, вылетевший 26 июня из Александровска на Сахалине в Хабаровск, до сего времени не прибыл к месту назначения. На борту самолета кроме пилота, борт-механика, радиста, 8 пассажиров. 26 июня в 11 часов 30 минут радист аэропорта Нижне-Тамбовска принял радиотелеграмму от Свя[е]тогорова „Лечу в тумане, потерял ориентировку, сообщите погоду“. Сводка о погоде была передана Свя[е]тогорову. Больше от него радиотелеграмм не поступило. В день вылета из Александровска погода была пасмурная, но летная. В поиски Свя[е]тогорова послали 4 самолета. Оповещены пароходы, находящиеся в Татарской проливе».

ТАСС 11 июля 1935 года:

«На поиски самолета Свя[е]тогорова. Поиски самолета Свя[е]тогорова продолжаются всеми средствами. Пока местонахождение его не обнаружено. Пилот Мазурук, начальник политотдела управления гражданского воздушного флота Остапенко, вылетевшие для проверки сообщения, будто бы самолет Свя[е]тогорова замечен направившимися в долину реки Медвежьей, вернулись обратно. Признаки самолета не обнаружены. 7-го июля утром Мазурук и Остапенко снова вылетели в поиски».

## Расследование
1 июля 1935 года на заседании бюро Далькрайкома ВКП(б) была образована комиссия по розыску самолёта в составе: Остапенко, Лапина и Западного (Кессельман) — зам.начальник УНКВД по ДВК (по Хабаровской области).
31 августа 1935 года на заседании бюро Далькрайкома ВКП(б) (протокол № 121) было сделано Заключение комиссии дальневосточного краевого комитета ВКП(б) по материалам обследования дальневосточного территориального управления Гражданвоздухофлота (в составе комиссии: Барминский — особый отдел ОКДВА и УГБ, Листовский — крайком комсомола, Хорин — ОВС ОКДВАрмии, Мильвид — ОВС ОКДВАрмии).
В главе VIII «Катастрофа Светогорова» заключения указано: причиной стала «нелётная погода». Там же написано, что Светогоров в дни перед катастрофой был явно перегружен, совершил с 24 июня несколько перелётов с Сахалина в Хабаровск и обратно, сидел на трассе на вынужденных посадках. В июне 1935 года за 15 дней налетал 75 часов, выполнив всю месячную норму.
26 июня 1935 года прилетев из Хабаровска на Сахалин ранним утром, в 7 ч. 05 мин., через 3 часа, борт был затребован диспетчерской телеграммой на возврат в Хабаровск. Позже диспетчер Бураго в Хабаровске не смог пояснить, почему он отправил такую телеграмму и зачем так срочно в Хабаровск потребовалось возвращать самолёт.
15 сентября 1935 года гидросамолёт «Савойя C.55П» — борт № СССР Л 840 (заводской № 10531) был исключен из реестра самолётов Гражданвоздухофлота (ГВФ), где был приписан к 13-му гидроотряду дальневосточного управления ГВФ (база в Хабаровске).
Начальник Александровск-Сахалинского гидропорта Константин Иванович Моничев за выпуск самолёта 26 июня 1935 года в нелётную погоду отдан под суд.
Исполнительный директор Межгосударственного авиационного комитета (МАК) Виктор Сороченко сообщает в письме в Хабаровское краевое отделение ВООПИиК за № 03-291 от 15.10.2015 г., что МАК «не видит оснований сомневаться в выводах о причинах катастрофы самолёта „Савоя С.55П“ 26 июня 1935 года, сделанных комиссией Гражданвоздухофлота»: «причиной стала нелётная погода».
4 июля 2016 года Комсомольский-на-Амуре следственный отдел на транспорте Дальневосточного следственного управления (ДВСУТ) СКР по факту крушения самолёта «Савойя С.55П» отказал в возбуждении уголовного дела, завершив проверку.

## Экспедиции
К месту катастрофы совершено как минимум 10 официальных поисковых экспедиций: 1936, 1971, 1974, 2006 (дважды), 2007, 2008 и 2015 (дважды), 2016 годах. Самолёт перевозил крупную сумму денег (около миллиона рублей) и 157 кг почты. Останки погибших захоронены в июне 2016 года в Хабаровске, а место катастрофы разграблено мародёрами.
В августе 2015 года на месте авиакатастрофы работала группа «Поисковое объединение „АвиаПоиск“» из Приморского края. В ходе полевых работ была составлена подробная схема расположения обломков гидросамолёта на местности, определено направление полёта и характер удара самолёта о склон сопки. Среди обломков самолёта были обнаружены и собраны 118 костных фрагментов пассажиров и членов экипажа, а также их личные вещи. Погибшие пассажиры находились среди обломков в тех позах, в которых они были выброшены из самолёта в момент катастрофы. Все останки были переданы поисковиками в пункт полиции посёлка Лазарев.
С 28 сентября по 5 октября 2015 года работала бригада следователей Дальневосточного следственного управления на транспорте СКР (Комсомольский-на-Амуре отдел на транспорте ДВСУТ), а также группа от Хабаровского краевого отделения ВООПИиК (Общественный совет по изучению и сохранению исторического наследия российского Дальнего Востока). Экспедиция ставила задачу раскрыть тайну гибели самолёта через 80 лет, которым управлял спасатель челюскинцев, лётчик Александр Светогоров, и, после всех экспертиз, в том числе судебно-медицинской генетической идентификации, захоронить пассажиров и экипаж (всего 12 чел.) в братской могиле в Хабаровске. Их останки все эти годы лежали на земле на месте аварии на горе, и только часть из них, по инициативе местных жителей, нашедших на самолёт в 2006 году в очередной раз, были прихоронены в 2009 году на краю местного кладбища в п. Лазарев.
Костные останки (193 ед., в том числе и 5 черепов), изъятые в п. Лазарев Николаевского района, в 2015 году были доставлены в Хабаровск. В КГБУЗ «Бюро судебно-медицинской экспертизы» Хабаровска прошла судебно-медицинская экспертиза. Облик пассажиров и экипажа, разбившихся в 1935 году на самолёте «Савойя C.55П» на востоке Хабаровского края, пытались восстановить по методу портретной реконструкции.. Но эксперимент не удался.
25 июня 2016 года останки Светогорова А. П., членов экипажа и пассажиров были захоронены на Аллее памяти Матвеевского кладбища Хабаровска.
В августе 2016 года группа «Поисковое объединение „АвиаПоиск“» вновь работала на месте авиакатастрофы, найденные останки (обнаружены 193 человеческих костных фрагмента и личные вещи пассажиров и экипажа) сданы следователям Дальневосточного следственного управления на транспорте (ДВСУТ) СКР в Хабаровске.

## Версии
По протоколу № 121 от 31 августа 1935 года заседания бюро Далькрайкома ВКП(б), озвучено Заключение комиссии дальневосточного краевого комитета ВКП(б) по материалам обследования дальневосточного территориального управления Гражданвоздухофлота. Там есть пример, как «Светогоров передавал управление самолётом во время полёта на Сахалин». Машину вел бортмеханик/бортинженер, который ответственный за состояние и работу двигателей, аппаратуры и оборудования и мог разбираться в управлении самолётом (на «Савойе C.55П» был двойной штурвал — командир за левым, бортмеханик — за правым).
С чем связаны такие действия, в протоколе не указано. Можно только предположить, что вымотавшийся от бесконечных полётов (путь до Хабаровска и обратно до Сахалина занимал в одну сторону 5 ч. 20 мин.) с отдыхом в 2-3 часа, Светогоров поднимал и сажал самолёт, а уже в полёте его вел бортмеханик.
По одной из версии, самолёт «Савойя C.55П» 26 июня 1935 года вел бортмеханик Стыченко. Он запросто мог пролететь «ворота на материк» и пролетев по прямой на север, до п. Лазарев, забеспокоившись, что местность какая-то другая, передал управление Светогорову. А Светогоров, считая, что они у Де-Кастри, стал заходить по утверждённому маршруту (трассе), попал в гору в Николаевском районе Хабаровского края.